# Parafia św. Aleksego w Bensenville
Parafia św. Aleksego w Bensenville (ang. St Alexis's Parish) – parafia rzymskokatolicka położona w Bensenville w stanie Illinois w Stanach Zjednoczonych.
Jest ona wieloetniczną parafią w diecezji Joliet, z mszą św. w j. polskim dla polskich imigrantów.
Ustanowiona w 1926 roku. Parafia została dedykowana św. Aleksemu Bożemu.